# Histon H3
Histon H3 je jedan od pet histona (bazični proteini) koje pronalazimo u jezgri stanice. Njegova molekularna masa je 15 kDa. Osnovna uloga histona H3 je stvaranje tetramera zajedno s histonom H4 koji se onda ugrađuje u nukleosom nakon sinteze DNA i prije ugrađivanja H2A-H2B dimera. Kompleksi histona služe kako bi se lanac DNA mogao uspješno spiralizirati u kromosome.

## Struktura
Razumijevanje strukture histona H3 ključno je za razumijevanje njegove funkcionalne važnosti. Sekundarna struktura histona H3 se sastoji od 3 α-heliksa (α1, α2, α3) koji su povezani s 2 petlje (L1, L2), a sadrži i N-terminalni kraj na kojem se nalazi dodatni N-terminalni heliks (αN). N-terminalni rep histona H3 strši iz jezgre nukleosoma i bogat je ostacima aminokiselina lizina, serina i treonina, koji prolaze kroz razne posttranslacijske modifikacije. Te specifične regije histona H3 ključne su za njegovu interakciju s proteinima povezanim s kromatinom, enzimima i drugim čimbenicima koji su uključeni u dinamiku kromatina. Također, histon H3 sadrži i domenu histonskog nabora, koju tvore dva α-heliksa povezana s petljom. Domena histonskog nabora posreduje u interakciji između histona H3 i drugih histona, kao i DNA, olakšavajući stvaranje nukleosoma. U samom početku, za proučavanje 2D strukture histona H3, koristio se elektronski mikroskop, pomoću kojeg su dobivene 2D slike nukleosoma i histona H3. Opisana je i njegova 3D struktura, koja je proučavana temeljnom tehnikom kristalografije X-zraka, a za dodatno razumijevanje njegove strukture i dinamike korištene su: spektroskopija nuklearne magnetne rezonancije (NMR) i krioelektronska mikroskopija (Cryo-EM).

## Posttranslacijske modifikacije
Među pet varijanti histonskih proteina koji su visoko posttranslacijski modificirani, histon H3 je najekstenzivnije modificiran. Histon H3 prolazi kroz razne posttranslacijske modifikacije, uključujući metilaciju, acetilaciju, fosforilaciju, ubikvitinaciju. Te modifikacije mogu promijeniti strukturu i funkciju histona H3, utječući na ekspresiju gena i strukturu kromatina. Primjerice, acetilacija u histonskom H3 repu povezana je s aktivacijom gena, dok metilacija može imati i aktivacijske učinke ili utišavati ekspresiju gena, ovisno o specifičnom mjestu vezanja i stupnju metilacije.

## Varijante Histona H3
U stanicama sisavaca histon H3 postoji u 8 različitih varijanti koje možemo podijeliti u dvije skupine: kanonski ili replikativni i nekanonski histoni H3. U kanonske ili replikativne histone H3 spadaju histon H3.1 i H3.2, dok u nekanonske spadaju histon H3.3, CenH3/CENP-A, H3.X, H3.Y, H3t i H3.5. Sve varijante histona H3 imaju visoko očuvane sekvence koje se razlikuju samo po nekoliko aminokiselina, osim varijante CENP-A koja se značajno razlikuje od ostalih.

### Kanonski histoni H3
Kanonski ili replikativni histoni H3 su histon H3.1 i H3.2. Međusobno se razlikuju u jednoj aminokiselini na poziciji 96 [4]. Histoni H3.1 i H3.2 su isključivo eksprimirani tijekom S faze staničnog ciklusa u kojoj dolazi do replikacije DNA. Replikativni histoni se nalaze uz replikacijske rašlje koje odvajaju dva lanca DNA kako bi moglo doći do replikacije.

### Histon H3.3
Histon H3.3 spada u nekanonske varijante histona H3. Eksprimiran je u stabilnim razinama tijekom čitave interfaze i potpuno je neovisan o replikaciji DNA. H3.3 je obogaćen oznakama povezanim s aktivnom transkripcijom kao što je H3K4me3, što označava trimetilaciju na 4. lizinu H3 histona. Histon H3.3 često se nalazi u eukromatinu i zbog toga se njegova prisutnost povezuje s aktivnom transkripcijom. U kvascu postoji samo jedna vrsta histona H3 i ona je ekivalentna histonu H3.3. Utvrđeno je da histon H3.3 igra važnu ulogu u održavanju integriteta genoma tijekom razvoja sisavaca pa je on jedna od najzastupljenijih i najvažnijih varijanti koje imaju ulogu i u razvoju nekih bolesti. Gen za histon H3.3 se smatra zajedničkim pretkom iz koje su nastale H3.1, H3.2 i H3t varijante histona H3.

### CenH3/CENP-A
CenH3/CENP-A je varijanta histona H3 koja je najrazličitija od ostalih varijanti histona H3. Ima oko 50% sličnosti s kanonskim histonom H3.1 [5]. Ovakva različitost u odnosnu na druge H3 histone ime smisla s obzirom na to da CENP-A ima specifičnu funkciju koja se tiče centromera. CENP-A (centromera protein A) zamjenjuje kanonski H3 u većini centromernih regija i ključan je za  održavanje strukturne stabilnosti centromere i njezinu segregaciju na način da regrutira proteine kinetohora u mitozi. Ekspresija CENP-A odvija se u G2/M fazi staničnog ciklusa dok se njegova integracija u kromatin zbiva u telofazi ili nekad u ranoj G1 fazi. Prepoznata su mnoga mjesta post-translacijskih modifikacija uključujući trimetilaciju Gly1 i fosforilaciju SER16 i 18 za koje se smatra da utječu na konformaciju centromera.

## Histonski šaperoni
Histonski šaperoni su proteini koji ulaze u interakciju s histonima i pomažu u njihovom transportu iz citoplazme u jezgru. Postoje različite vrste histonskih šaperona s obzirom na različite varijante histona H3 s kojima su u interakciji. CAF-1 je histonski šaperonski kompleks koji ulazi u interakciju s replikativnim histonima H3.1 i H3.2. Histon H3.3 ima dva šaperonska kompleksa HIRA (histone regulator A) i DAXX-ATRX. HJURP (Holliday junction recognition protein) je šaperon koji vodi CenH3 varijantu histona H3 do centromera.

## Bolesti
Abnormalnosti u histonu H3 povezane su s raznim bolestima, uključujući rak i neurološke poremećaje.

### Rak
Mutacije u histonu H3.3 identificirane u nekoliko vrsta raka, uključujući pedijatrijski glioblastom, hondroblastom, velike stanične tumore kostiju i druge rijetke zloćudne bolesti. Jedan dobro poznati primjer je mutacija H3K27M pronađena u pedijatrijskim gliomima, vrsti tumora mozga. Ova mutacija dovodi do supstitucije lizina 27 metioninom u histonu H3.3, koji je važan za održavanje genomske stabilnosti i pravilnu ekspresiju gena, što dovodi do dizregulacije ekspresije gena i oštećene stanične diferencijacije. 

### Neurološki poremećaji
Modifikacije histona H3 povezane su s neurorazvojnim poremećajima, poput Rettovog sindroma, ili stanja poput autističnog spektra (ASD). Rettov sindrom je uzrokovan mutacijama u genu MECP2, koji kodira protein koji se veže na metilirani histon H3. Ove mutacije ometaju vezanje gena MECP2 na histon H3, što dovodi do abnormalnih obrazaca ekspresije gena i oslabljenog razvoja neurona. Slično tome, promjene u metilaciji histona H3 primijećene su kod osoba s ASD-om, što ukazuje na ulogu u genezi ovih stanja. Također, pretpostavlja se da su aberantne fosforilacije histona H3 zajednički patološki proces svim nasljednim neurodegenerativnim poremećajima, kao što su Huntingtonova bolest i spinocerebralna ataksija 1.